# Gil Grissom
Dr. Gilbert „Gil” Grissom (ur. 17 sierpnia 1956) – postać z serialu CSI: Kryminalne zagadki Las Vegas grana przez Williama Petersena.
Grissom urodził się w Santa Monica (Kalifornia), dorastał w Marina Del Rey (Kalifornia). Jego matka prowadziła galerię sztuki, a ojciec zajmował się eksportem, importem i był z zamiłowania botanikiem. 
Gdy miał osiem lat, zaczął interesować się patologią i wykonywał sekcje na zwierzętach. Był znany władzom, kiedy miały problem z martwymi zwierzętami, zwracały się do niego. W wieku 16 lat został stażystą w głównej kostnicy w Los Angeles. Gdy miał 22 lata został najmłodszym koronerem w historii hrabstwa Los Angeles. Osiem lat później został zwerbowany do policji w Las Vegas. 
Jest kierownikiem nocnej zmiany w Laboratorium Kryminalistyki w Las Vegas. Ukończył biologię na Uniwersytecie Kalifornijskim w Los Angeles, jest specjalistą entomologiem. Praca jest jego pasją i hobby. 
Potrafi czytać z ruchu warg, zna język migowy, ponieważ jest genetycznie obciążony chorobą powodującą utratę słuchu (po matce). Mistrzowsko gra w pokera (zarabiał w ten sposób na studiach), włada językiem niemieckim, włoskim, francuskim i łaciną.
Jest racjonalistą i samotnikiem. Ma problem w relacjach z ludźmi. Lepiej czuje się wśród owadów.
Był związany z Sarą Sidle, która była jego studentką. W 4 lub 3 serii poddaje się operacji, która powoduje, że wraca słuch (pod koniec drugiej serii zauważył, że traci słuch - zdiagnozowano u niego otosklerozę). W 7 serii wyjeżdża z powodu problemów ze słuchem i przekazuje dowództwo grupy Catherine Willows.
W 9 odcinku 9 serii odchodzi z serialu CSI: Kryminalne zagadki Las Vegas. Pojawił się w dwóch finałowych odcinkach. 
Grający Grissoma William Petersen wybrał scenę teatralną, stąd odejście ze stałej obsady serialu.